# إريك برونيه
إريك برونيه (بالفرنسية: Éric Brunet)‏ هو صحفي فرنسي، ولد في 22 يوليو 1964 في شينون في فرنسا.